# Marquesado de Unzá del Valle
El marquesado de Unzá del Valle es un título nobiliario español creado por el rey Alfonso XIII en favor de José de Velasco y Palacios, senador del reino y diputado a Cortes, mediante real decreto del 7 de julio de 1905 y despacho expedido el 20 de diciembre de 1906.
Su denominación hace referencia a la localidad española de Unzá, concejo del municipio alavés de Urcabustaiz, en el País Vasco.

## Marqueses de Unzá del Valle
|                           | Titular                       | Periodo                   |
| Creación por Alfonso XIII | Creación por Alfonso XIII     | Creación por Alfonso XIII |
| ------------------------- | ----------------------------- | ------------------------- |
| I                         | José de Velasco y Palacios    | 1906-1943                 |
| II                        | Antonia de Velasco y Arana    | 1949-1969                 |
| III                       | José María Rotaeche y Velasco | 1971-2014                 |
| IV                        | Beatriz Rotaeche Ozores       | 2015-hoy                  |

## Historia de los marqueses de Unzá del Valle
- José de Velasco y Palacios, I marqués de Unzá del Valle, gentilhombre de cámara con ejercicio del rey Alfonso XIII, senador del reino, diputado a Cortes y general de artillería.[1]

Casó con Piedad de Arana e Iturribarría, dama de la reina. El 16 de julio de 1949 le sucedió su hija:
- Antonia de Velasco y Arana, II marquesa de Unzá del Valle.[1]

Casó con Jesús María de Rotaeche y Rodríguez de Llamas, contraalmirante de la Armada y caballero de la Orden de Santiago. El 16 de septiembre de 1971, previa orden del 15 de diciembre de 1970 para que se expida la correspondiente carta de sucesión (BOE del 5 de enero siguiente), le sucedió su hijo:
- José María de Rotaeche y Velasco, III marqués de Unzá del Valle, doctor ingeniero naval.[4]

Casó con Beatriz Ozores y Urcola, hija de Gonzalo Ozores y Urcola, XI marqués de Aranda, y su esposa Paloma Rey y Fernández Latorre. El 14 de mayo de 2015, previa orden del 16 de abril para que se expida la correspondiente carta de sucesión (BOE del 1 de mayo), le sucedió su hija:
- Beatriz Rotaeche Ozores, IV marquesa de Unzá del Valle.[2][4]

Casó con Rafael de la Cierva y García-Bermúdez.